# Буяновац
Буяновац или Бояновец, Бояново, Бояновци (на сръбски: Бујановац или Bujanovac; на албански: Bujanoci, Буяноци, на местния торлашки диалект: Буяновъц) е град в Пчински окръг и административен център на община Буяновац. Според преброяването на населението през 2002 година Буяновац има 12 011 жители.

## География
Градът е разположен е в Поморавието, в Прешевската долина, недалеч от границата с Косово.

## История
В края на XIX век Буяновац е село в Прешевска кааза на Османската империя. Според статистиката на Васил Кънчов от 1900 г. Бояновци е населявано от 1200 жители българи християни и 700 арнаути мохамедани. Според патриаршеския митрополит Фирмилиан в 1902 година в Буяновце има 200 сръбски патриаршистки къщи. По данни на секретаря на Българската екзархия Димитър Мишев в 1905 в Бояновци има 560 българи патриаршисти сърбомани и в селото функционира сръбско училище.
Край града са погребани 363 български войници и офицери от Първата световна война.
По време на българското управление в Поморавието в годините на Втората световна война, Димитър М. Димитров от Велико Търново е български кмет на Буяновац от 8 август 1941 година до 9 октомври 1943 година. След това кмет е Георги Вас. Янков от Казанлък (7 декември 1943 – 9 септември 1944).
През 1992 година албанците в общината организират референдум, според който общините Прешево, Буяновац и Медведжа да се присъединят към Косово. В периода между 1999 и 2001 година албанската паравоенна организация Армия за освобождение на Прешево, Медведжа и Буяновац води действия срещу югославските части, като целта ѝ е присъединяването на тези три общини към Косово.